# Elvé (equip ciclista)
L'equip Elvé va ser un equip ciclista belga, de ciclisme en ruta que va competir entre 1946 i 1959. Durant unes temporades va fer de filial de l'equip Peugeot.

## Principals resultats
- Kuurne-Brussel·les-Kuurne: Jos Planckaert (1955)
- Tour de l'Oest: Marcel Janssens (1955)
- París-Brussel·les: Marcel Hendrickx (1955), Frans Schoubben (1959)
- Volta a Bèlgica: Alex Close (1955), André Vlaeyen (1956)
- Fletxa Valona: Stan Ockers (1955), Richard Van Genechten (1956), Rik Van Steenbergen (1958)
- Lieja-Bastogne-Lieja: Stan Ockers (1955), Frans Schoubben (1957)
- Roma-Nàpols-Roma: Stan Ockers (1956)
- Omloop Het Volk: Ernest Sterckx (1956)
- Critèrium del Dauphiné Libéré: Alex Close (1956)
- Volta a Limburg: Frans Schoubben (1956)
- A través de Flandes: André Vlaeyen (1958)
- Tour de Picardia: Frans Schoubben (1958, 1959)
- Volta al Marroc: André Bar (1959)

### A les grans voltes
- Giro d'Itàlia
  - 1 participació (1956)
  - 0 victòries d'etapa:

- Tour de França
  - 0 participacions

- Volta a Espanya
  - 0 participacions